# Фофанов Олександр Тимофійович
Олекса́ндр Тимофі́йович Фо́фанов народився 5 серпня 1865 в місті Київ у дворянській родині. Його батько — генерал-майор Тимофій Олександрович Фофанов.

## Життєпис
Навчався у військовій гімназії. На службі в царській армії з 1883 року.
Учасник російсько-японської війни. 1909 — капітан полку. З березня 1912 на службі в 47-у піхотному полку.
Учасник Першої світової війни. З січня 1915 полковник. Нагороджений орденами та зброєю — орден Святого Станіслава 3 ступеня, Святої Анни 3 ступеня, Святої Анни 2 ступеня, Святого Станіслава 2 ступеня, Георгіївська зброя.
В 1918 році — заступник командира 32-го Сумського піхотного полку.
1922 року був на еміграції в Константинополі. Подальша доля невідома.